# حقان بوياف
حقان بوياف (بالتركية: Hakan Boyav) ممثل تركي من إزمير أوديميش ولد بتاريخ 10 يناير 1964. شارك بالعديد من المسلسلات ومخرج مسرحي شارك بالعديد من المسرحيات والافلام والمسلسلات من أشهرها مسلسل وادي الذئاب وعاصمة السلطان عبد الحميد

## المسلسلات
- عاصمة عبد الحميد، 2017 ، 2018
- Beyaz Karanfil- 2014 - Salih
- وادي الذئاب - 2011-2014 كارا الاسود
- Hanımın Çifliği (dizi) - 2009-2011 - Berber Reşit
- Gece Gündüz : Topal İrfan - 2008 - Hayalet İrfan
- Kalpsiz Adam : Ümmü Burhan - 2008 şöför seyfi
- Duvar (dizi) : Volkan Kocatürk - 2007
- Dağlar Delisi : Taner Akvardar - 2007 - Aydın bey
- Fırtına : Metin Balekoğlu - 2006 - ( konuk oyuncu )
- Hırsız Polis : Türkan Derya - 2005 - kaporta yakup
- Seher Vakti : Çağatay Tosun - 2004 - Avni
- Arapsaçı : Davut Coşkun - 2004 - Remzi
- قصر الحب : Çağan Irmak - 2003

## روابط خارجية
- حقان بوياف على موقع IMDb (الإنجليزية)
- حقان بوياف على موقع قاعدة بيانات الفيلم (الإنجليزية)